# クローゼー諸島
座標: 南緯46度25分 東経51度59分 / 南緯46.417度 東経51.983度

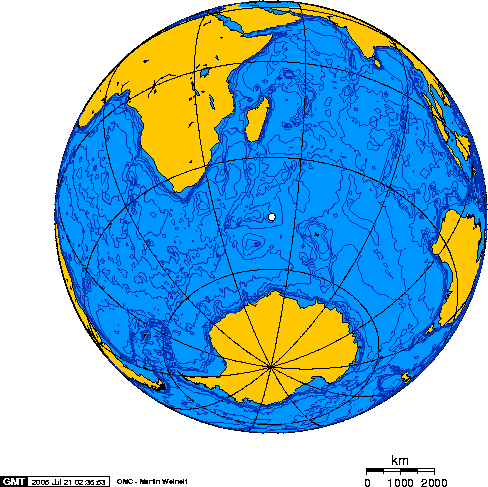
クローゼー諸島の位置

クローゼー諸島、クロゼ諸島（クローゼーしょとう、クロゼしょとう、フランス語:Îles Crozet）はインド洋の南にあるフランス領の諸島。マダガスカルと南極大陸のほぼ中間点にあり、行政的にはフランス領南方・南極地域の一部である。

## 地理

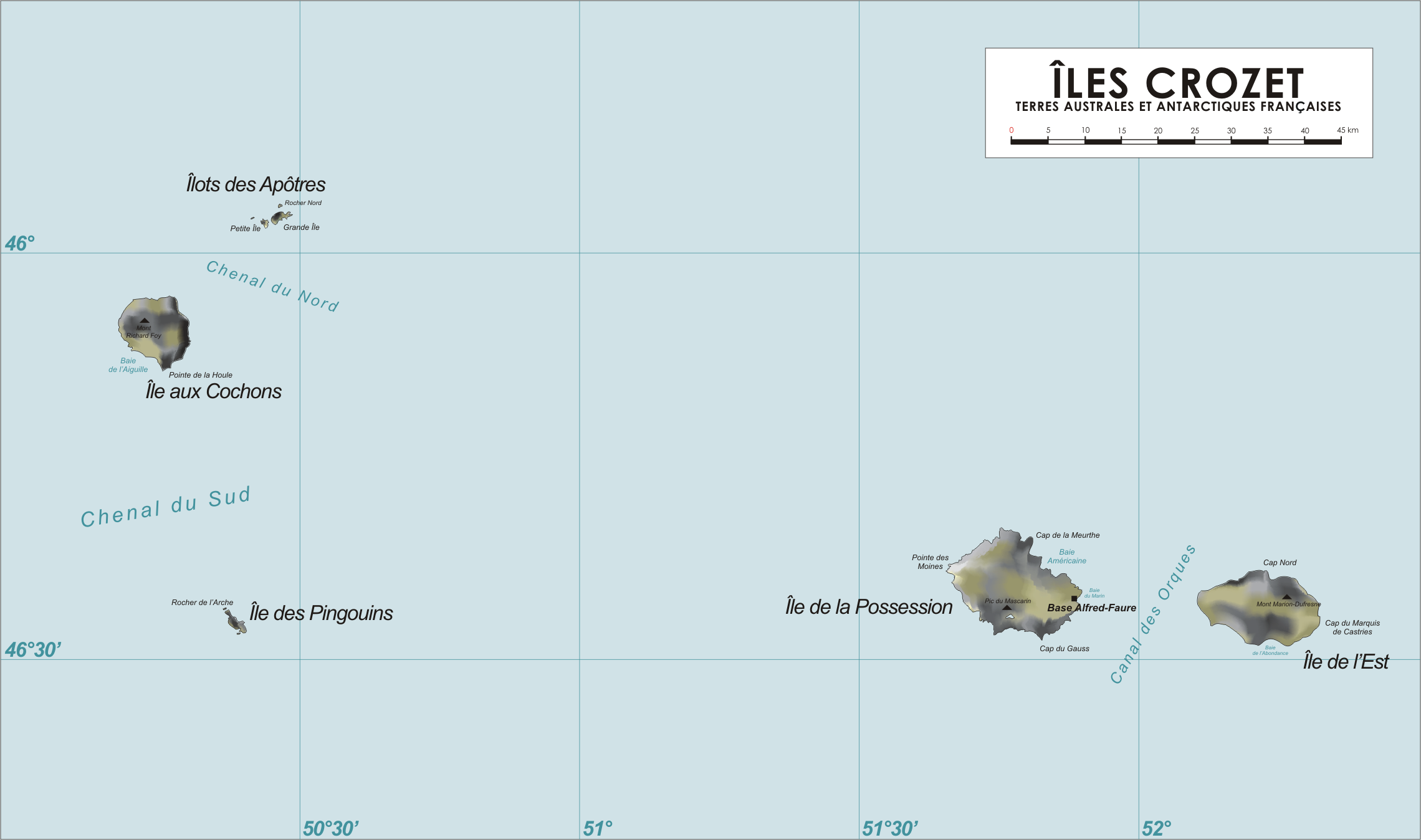
クローゼー諸島の地図

クローゼー諸島はインド洋の南、東経50度33分から52度58分の範囲に位置している。この諸島は二つのグループに分けられる。
一番大きな島はポセッション島 (Île de la Possession) で面積は150 km2。次いでレスト島 (Île de l'Est、130 km2) 、コション島 (Île des Cochons、67 km2) などの島がある。標高は800から1000m程度である。最高地点はレスト島のPic Marion-Dufresneで1050 mである。
この諸島は火山起源で、880万年前の玄武岩が見つかっている。

## 気候
クローゼー諸島は氷河には覆われていない。年間降水量は2500mmで、年平均300日は雨が降っている。そして、100km/h以上の風の日が100日程度ある。気温は夏には18℃程度まで上がり、冬には5℃程度まで下がる。ケッペンの気候区分では、Cfc（西岸海洋性気候）に該当する。

## 住人
ポセッション島の東海岸近くに科学研究施設のアルフレッド・フォール基地があり、そこに18人から30人の研究者が入れ替わりに在住している。

## 歴史
有史以来の無人島であったクローゼー諸島を最初に発見したのはフランス人の探検家マリオン・デュフレーヌである。彼は1772年1月24日にポセッション島に上陸しこの諸島をフランス領と宣言した。諸島の名称はマリオンの副官ジュリアン・クローゼーに由来する。
19世紀初頭、この諸島には多くのアザラシ狩猟者が訪れた。そして、1835年までにはアザラシはほぼ狩りつくされた。その後、この島の周辺では捕鯨が行われた。
クローゼー諸島周辺では度々船が難破した。1821年にはイギリスの軍艦「プリンセス・オブ・ウェールズ」が沈み、生存者はこの諸島で2年間過ごした。1887年にはフランスの「タマリ」号 (Tamaris) が難破し、乗組員はココン島に取り残された。彼らはウミツバメの脚に手紙をつけ助けを求めた。それは7ヵ月後にフリーマントルで発見された。しかし、乗組員は結局助からなかった。というのは、この諸島周辺では難破が多いため数年に一度しか救援の船が送られなかったからである。
フランスは当初はこの諸島をマダガスカルの属領とさせていたが、1955年にフランス領南方・南極地域の一部となった。1961年に最初の研究施設が作られ、1963年には常設の施設が作られた。

## 生物

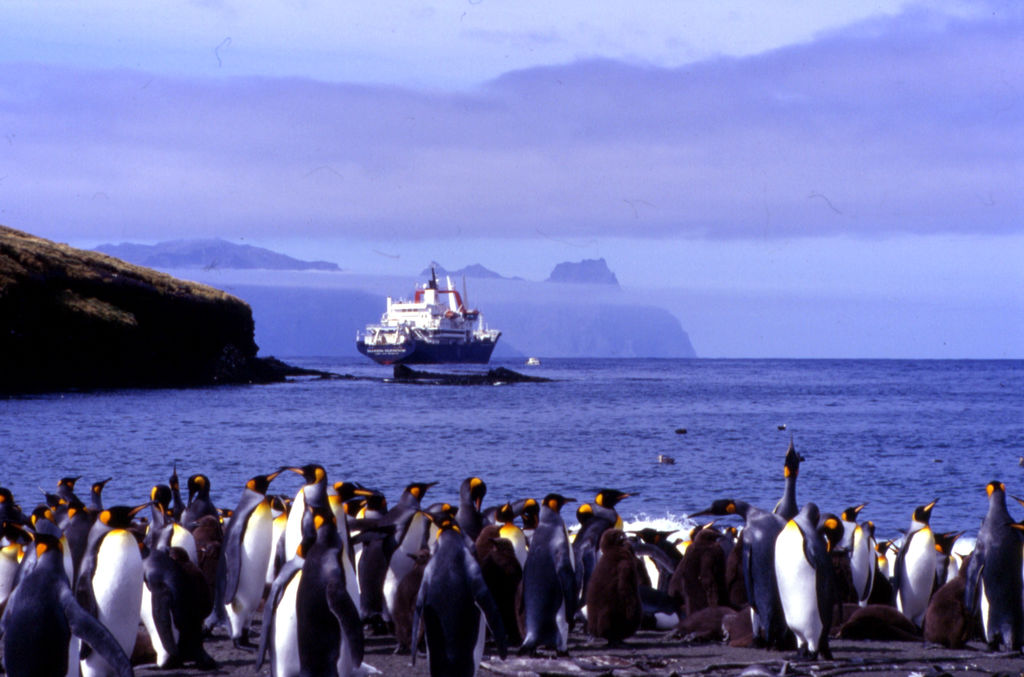
ポセッション島のペンギン繁殖地

クローゼー諸島には4種類のペンギンが生息している。最も多いのはマカロニペンギンで、他はキングペンギン、イワトビペンギン、ジェンツーペンギンである。他には、ミナミゾウアザラシやウミツバメ、アホウドリが生息している。
クローゼー諸島は1938年から自然保護区域になっており、世界遺産・ラムサール条約登録地「フランス領南方地域国立自然保護区」の一部である。